# Anish Kapoor
Anish Kapoor (* 12. března 1954 Bombaj) je indicko-britský sochař. Typické jsou pro něj velké skulptury abstraktních tvarů s lesklými povrchy.
Vystudoval na Hornsey College of Art (1973–1977) a Chelsea School of Art (1977–1978) v Londýně. V roce 2003 obdržel Řád britského impéria. V roce 2011 získal cenu Praemium Imperiale za sochařství. V roce 2013 byl povýšen do šlechtického stavu.
K jeho nejznámějším dílům patří Cloud Gate (2006), skulptura z nerezové oceli zvaná též „fazole“, jež se nachází v chicagském Millennium Parku. Jeho díla jsou zastoupena též v Muzeu moderního umění v New Yorku, či v Tate Gallery v Londýně.